# Nucléotidyltransférase

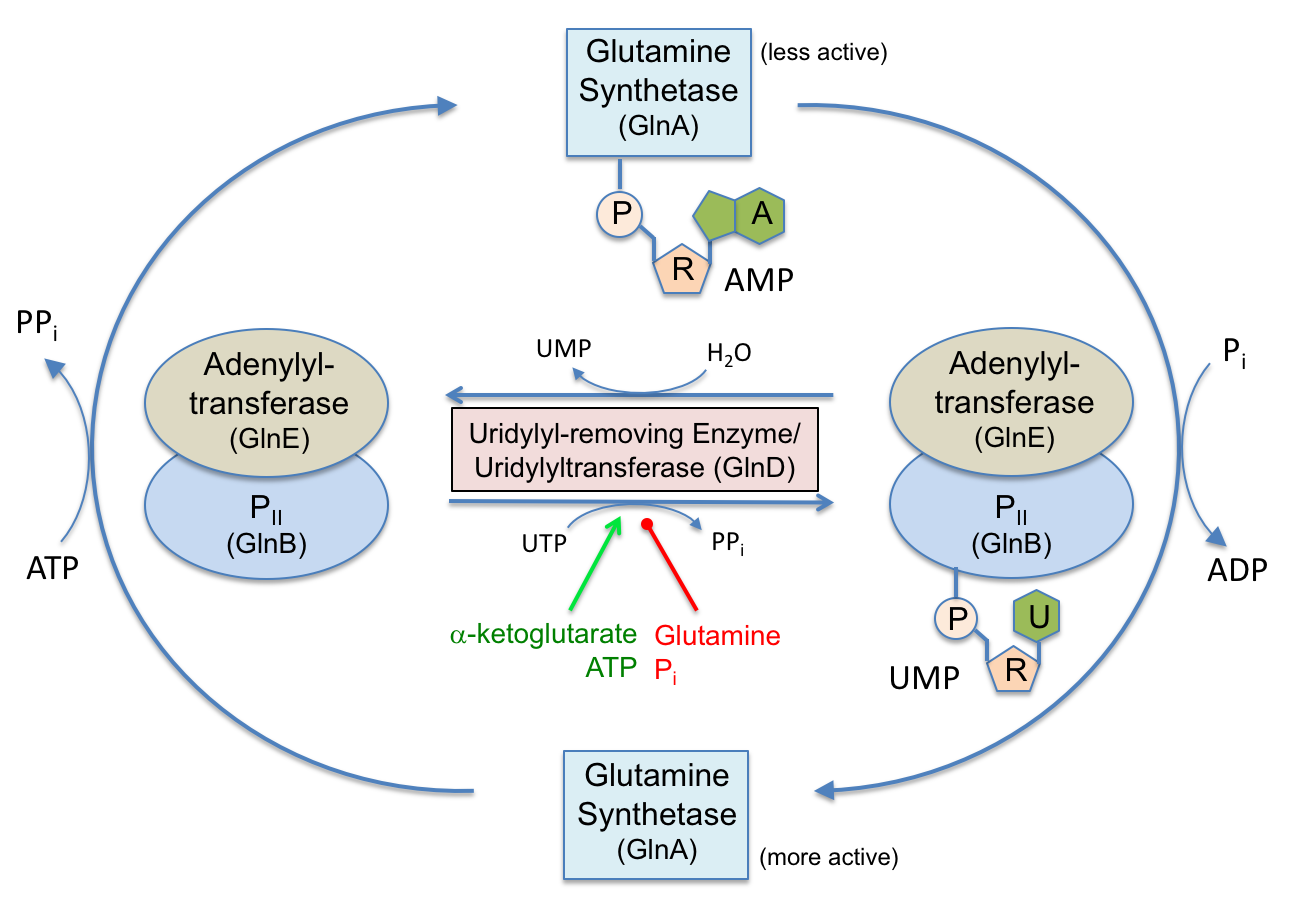
Régulation de la glutamine synthase bactérienne (GlnA) par adénylylation et (indirectement) par uridylylation. L'uridylyltransférase (GlnD) uridylyle la protéine régulatrice PII (GlnB) qui détermine si l'adénylyltransférase (GlnE) adénylate ou dé-adénylate la glutamine synthase. GlnD est une enzyme bifonctionnelle qui attache et supprime à la fois l'UMP de GlnB. La GlnD est activée par l'α-cétoglutarate et l'ATP (vert) mais inhibée par la glutamine et le phosphate inorganique (P _{i}, en rouge). Les noms des protéines sont ceux de E. coli. Les homologues d'autres bactéries peuvent avoir des noms différents.

Les nucléotidyltransférases sont des enzymes transférases de groupes contenant du phosphore, par exemple des substituants d'acides nucléotidyliques ou simplement des monophosphates de nucléoside. La réaction générale de transfert d'un fragment nucléoside monophosphate de A à B peut s'écrire :
A- PN + B {\displaystyle \rightleftharpoons } A + B- PN
Par exemple, dans le cas des polymérases, A est le pyrophosphate et B est le polynucléotide naissant. Ils sont classés sous le numéro CE 2.7.7 et peuvent être classés en :
1. Les uridylyltransférases, qui transfèrent les groupes uridylyle
2. Les adénylyltransférases, qui transfèrent les groupes adénylyle
3. Les guanylyltransférases, qui transfèrent les groupes guanylyl
4. Les cytidylyltransférases, qui transfèrent les groupes cytidylyle
5. Les thymidylyltransférases, qui transfèrent les groupes thymidylyle

## Rôle dans le métabolisme
De nombreuses enzymes métaboliques sont modifiées par des nucléotidyltransférases. La fixation d'une AMP (adénylylation) ou d'une UMP (uridylylation) peut activer ou inactiver une enzyme ou modifier sa spécificité (voir figure). Ces modifications peuvent conduire à des réseaux de régulation complexes qui peuvent ajuster finement les activités enzymatiques afin que seuls les composés nécessaires soient fabriqués (ici : la glutamine).

## Rôle dans les mécanismes de réparation de l'ADN
La nucléotidyl transférase est un composant de la voie de réparation pour la réparation par excision d'une seule base nucléotidique. Ce mécanisme de réparation commence lorsqu'un seul nucléotide est reconnu par l'ADN glycosylase comme étant mal apparié ou a été muté d'une manière ou d'une autre (lumière UV, mutagène chimique, etc.) et est supprimé. Plus tard, une nucléotidyl transférase est utilisée pour combler le vide avec la base correcte, en utilisant le brin matrice comme référence.